# Referéndum de independencia de Uzbekistán de 1991
El referéndum de independencia de Uzbekistán de 1991 fue un referéndum que tuvo lugar en Uzbekistán el 29 de diciembre de 1991, junto con las elecciones presidenciales. El resultado fue del 98.3% de votos a favor, con una participación fue del 94.1%.

## Contexto
En un referéndum que tuvo lugar en marzo del mismo año en la República Socialista Soviética de Uzbekistán votó a favor de preservar la Unión Soviética como "una federación renovada de repúblicas soberanas en que los derechos y libertades de cualquier individuo de cualquier nacionalidad deben ser plenamente garantizados?" Esto también se hizo con una pregunta aparte solo en Uzbekistán en la que el 95% de los votantes votó a favor de la propuesta de que el país "siguiera formando parte de una unión renovada (federación) como una república soberana con igualdad de derechos".
Aunque, después del intento de golpe de Estado en agosto, se decidió declarar la independencia. La independencia fue subsecuentemente declarada el 31 de agosto, y la URSS dejó de existir el 26 de diciembre, tres días antes del referéndum.

## Resultados
| Opción                                | Votos      | %    |
| ------------------------------------- | ---------- | ---- |
| A favor                               | 9,718,155  | 98.3 |
| En contra                             | 172,294    | 1.7  |
| Votos inválidos/en blanco             | 8,258      | –    |
| Total                                 | 9,898,707  | 100  |
| Participación de votantes registrados | 10,515,066 | 94.1 |
| Fuente: Nohlen et al.                 |            |      |